# Branicki-Haus

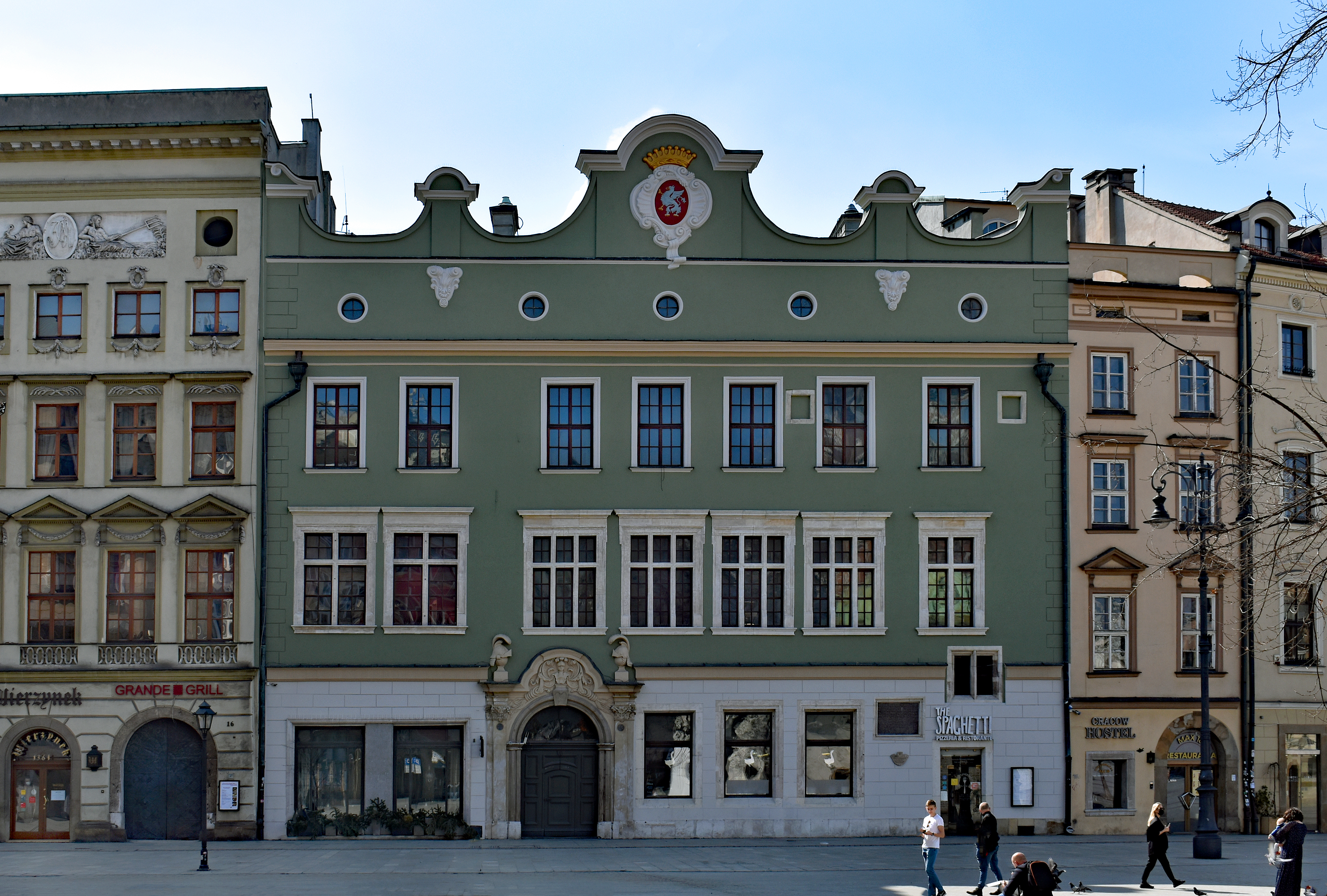
Vom Hauptmarkt

Das Branicki-Haus, auch Hetman-Haus (poln. Kamienica Hetmańska) ist ein historisches Haus in Krakau in Polen.  

## Lage
Das Haus befindet sich im zentralen Teil der Altstadt an der Südseite des Marktplatzes (Hauptmarkt 17) in der Nähe der Tuchhallen. Es ist nach dem Magnatengeschlecht der Branicki benannt, denen es als Stadtschloss im Barock diente. Es gehörte unter anderem dem Hetman Jan Klemens Branicki.

## Geschichte
Das Gebäude wurde im 13. Jahrhundert im gotischen Stil errichtet, womit es einer der ältesten erhaltenen Profanbauten in Krakau ist. Im Inneren sind gotische Gewölbe, Keller und Plastiken erhalten, insbesondere der gotische Saal. Im 14. Jahrhundert diente das Gebäude den polnischen Königen als Stadthaus. Möglicherweise hielten die letzten Piasten hier Gericht, später könnte der Saal auch der 1364 gegründeten Universität gedient haben. Um 1500 ging das Gebäude an das Patriziergeschlecht Beer. Kasper Beer, der Pächter des Silberbergwerks in Olkusz, hatte hier möglicherweise eine Münze. Daher kommt auch der alternative Name Alte Münze. Im 17. Jahrhundert wurde der Woiwode von Sandomir Krzysztof Ossoliński Eigentümer des Gebäudes. 1659 kam es an die Branicki. 1733 ließ Jan Klemens Branicki das Haus im Barockstil von Johann Sigmund Deybel von Hammerau und Gotfried Schulz umbauen. Eine weitere Veränderung trat 1756 durch Johann Heinrich Klemm ein. 1850 wurde das Haus im Großen Brand von Krakau beschädigt. Danach wurde es von Feliks Radwański restauriert. Nach den polnischen Teilungen wurden hier österreichische Truppen einquartiert. In den 1970er Jahren wurde das Gebäude grundlegend saniert.